# 久瀬村立小津小学校
久瀬村立小津小学校 （くぜそんりつ　おづしょうがっこう）は、かつて岐阜県揖斐郡久瀬村（現・揖斐郡揖斐川町）に存在した公立小学校。

## 概要
- 久瀬村の北部（小津など）が校区であった。1987年、久瀬小学校に統合され廃校。
- 跡地は久瀬小津公民館となっている。

## 沿革
- 1875年（明治8年） - 小津村に有倫学校が開校。
- 1886年（明治19年） - 小津簡易科小学校に改称する。
- 1897年（明治30年） -
  - 日坂村、西津汲村、東津汲村、外津汲村、三倉村、乙原村、樫原村、小津村、東横山村、西横山村、鶴見村、東杉原村が合併し、久瀬村が発足。
  - 小津尋常小学校に改称する。
- 1923年（大正12年） - 久瀬第一尋常小学校に改称する。
- 1941年（昭和16年）4月1日 - 小津国民学校に改称する。
- 1947年（昭和22年）4月1日 - 久瀬村立小津小学校に改称する。久瀬中学校小津冬季分校を併設。
- 1954年（昭和29年）3月 - 久瀬村立久瀬中学校小津冬季分校を廃止。
- 1987年（昭和62年）3月 - 久瀬小学校に統合され廃校。